# Władimir Pribyłowski
Władimir Walerianowicz Pribyłowski, ros. Владимир Валериaнович Прибылoвский (ur. 6 marca 1956 w Moskwie, zm. 13 stycznia 2016 tamże) – rosyjski historyk, politolog i dziennikarz, obrońca praw człowieka, autor lub współautor ponad 40 książek, poświęconych tematyce politycznej, a także historii Bizancjum.

## Życiorys
W latach 1973–1975 pracował jako tokarz w moskiewskich zakładach ZiŁ. W 1981 ukończył studia na wydziale historii średniowiecznej Uniwersytetu Moskiewskiego (specjalność: bizantynistyka). W latach 1979–1982 był związany z grupą młodych socjalistów, kierowaną przez Borisa Kagarlickiego. Zajmował się rozpowszechnianiem literatury bezdebitowej, w 1982 grupa została rozbita przez KGB.
W latach 80. pracował jako przewodnik w podmoskiewskim muzeum Nowe Jeruzalem, zajmował się także tłumaczeniem na język rosyjski Folwarku zwierzęcego George'a Orwella. W 1993 stanął na czele Panoramy (ośrodka informacyjnego i badawczego). Od listopada 2005 kierował rosyjskojęzycznym portalem Anticompromat.ru, publikującym biografie polityków rosyjskich, na podstawie różnorodnych dostępnych informacji. Po zamknięciu portalu, został on przeniesiony na amerykański serwer.
Wspólnie z Jurijem Felsztyńskim wydał pracę Korporacja zabójców. Rosja, KGB i prezydent Putin przedstawiającą drogę Władymira Putina do władzy.  W 2008 książka ukazała się w języku polskim, nakładem wydawnictwa Prószyński i S-ka, w tłumaczeniu Cezarego Murawskiego.
13 stycznia 2016 ciało Władimira Przybyłowskiego zostało znalezione w jego moskiewskim mieszkaniu. Przyczyny śmierci nie są znane (Pribyłowski od dłuższego czasu chorował na cukrzycę). Pochowany na Cmentarzu Chowańskim w Moskwie.
Był dwukrotnie żonaty. miał córkę (Swietłanę) i dwóch synów (Arsenij i Michaił).